# 大观镇 (宜宾市)
大观镇，是中华人民共和国四川省宜宾市南溪区下辖的一个乡镇级行政单位。2019年8月，撤销大坪乡，将其所属行政区域划归大观镇管辖。

## 行政区划
大观镇下辖以下地区：
大观社区、长信社区、新添社区、八角村、朝阳村、牟家村、立仑村、菜花村、胜利村、胜家村、新利村、田坝村、云峰村、全福村、砚池村、牟亭村、新俊村、民康村、民强村、民利村、飞马村、新华村和兴旺村，木香村、农胜村、锦秀村、石松村、民主村和龙山村。